# Chrysina guaymi
Chrysina guaymi är en skalbaggsart som beskrevs av Daniel J. Curoe 2001. Chrysina guaymi ingår i släktet Chrysina och familjen Rutelidae. Inga underarter finns listade i Catalogue of Life.